# جينيفر باتن
جينيفر باتن (بالإنجليزية: Jennifer Batten)‏ هي عازفة قيثارة وموسيقية أمريكية، ولدت في 29 نوفمبر 1957 في نيويورك في الولايات المتحدة.

## وصلات خارجية
- الموقع الرسمي
- جينيفر باتن على موقع IMDb (الإنجليزية)
- جينيفر باتن على موقع ميوزك برينز (الإنجليزية)
- جينيفر باتن على موقع أول ميوزيك (الإنجليزية)
- جينيفر باتن على موقع ديسكوغز (الإنجليزية)
- جينيفر باتن على موقع قاعدة بيانات الفيلم (الإنجليزية)